# Mario Del Monaco
Pour les articles homonymes, voir Del Monaco.
Mario Del Monaco est un ténor italien né à Florence le 27 juillet 1915 et mort à Mestre (Vénétie) le 16 octobre 1982.

## Biographie

### De 1915 à 1939: apprentissage et débuts
Il naît à Florence le 27 juillet 1915, d'un père d'origine napolitaine travaillant dans les services administratifs de l'État et d'une mère d'origine sicilienne possédant une voix de soprano assez étendue. Mario est l'aîné d'une famille de trois enfants. La famille déménage plusieurs fois dans son enfance du fait du travail du père. C'est à Pesaro, ville natale de Rossini, que Mario commence à étudier le violon, au Conservatoire. La mairie de Mondolfo ayant été transformée en un théâtre nommé Le Gigli (Les Lys), le ténor, Mario est choisi pour chanter Narcisse de Jules Massenet, lors de l'inauguration. Il a treize ans et demi, et sa voix surprend par sa grave ampleur.
Mario s'initie alors au chant auprès d'une charmante dame déjà âgée et sans doute un peu sourde. Mais, bientôt, le pianiste du Conservatoire, Lamberto Gardelli, se chagrine de ces dons vocaux que l'on malmène et conseille au jeune homme de rendre visite au maestro Arturo Melocchi (en). Mario suit ce conseil et abandonne le violon pour se consacrer au chant mais aussi aux arts plastiques (peinture et sculpture).
À 20 ans, il est reçu au concours d'admission dans la classe de chant du Conservatoire. L'année suivante, il s'inscrit au concours organisé par l'Opéra de Rome visant à la découverte de nouveaux talents. Il y obtient un premier prix à égalité avec cinq autres concurrents, notamment Rina Filippini, soprano, qui deviendra son épouse.
Choisi par le maestro Tullio Serafin, il est pensionnaire du Conservatoire de l'Opéra de Rome et suit les cours de Marcantoni. Le résultat, hélas, désespère l'étudiant qui voit sa voix perdre en médium et en puissance, paiement désastreux d'un registre aigu. On veut lui faire chanter Mozart et Rossini, mais il ambitionne l'opéra dramatique, héroïque, le grand Verdi, Léoncavallo et Wagner. Rina lui arrange alors un retour chez Melocchi qui concède au jeune homme une seconde chance. Melocchi pardonne son escapade au jeune Mario et, en un semestre, lui rend sa voix, celle de Chénier, de Canio, d'Otello, mais qui reste, en fait, d'une grande fragilité.
En 1939, il fait ses débuts dans Cavalleria Rusticana de Mascagni à Pesaro. L'année suivante, il auditionne à Milan au Théâtre Puccini et le directeur, Poli, après avoir entendu l'Addio fiorito asil de Madame Butterfly de Puccini s'écrie : « Si je ne t'engage pas, je suis un imbécile et cela, je ne le serai jamais ! » Ainsi, il a son premier contrat pour quatre représentations de Madame Butterfly. Suit une série de représentations de La Traviata de Verdi et retour sur Puccini : Del Monaco incarne Des Grieux dans Manon Lescaut à Pise sous la direction d'Antonino Votto.
L'Italie entre dans la Seconde Guerre mondiale et il est obligé de s'engager. À l'instar de Carlo Bergonzi ou Giuseppe Di Stefano, les talents de Del Monaco font forte impression sur ses officiers et il bénéficie de permissions reconduites pour peu qu'il les emploie à devenir « Il Grande Tenore del suo tempo » (Le grand ténor de son temps).

### De la guerre à 1963: Succès et l'accident
En 1946, étape importante dans la carrière du ténor qui retrouve Renata Tebaldi, rencontrée quelques mois plus tôt à Pesaro, à Trieste pour André Chénier de Umberto Giordano, qui rencontre un grand succès.
C'est toutefois avec Elisabetta Barbato qu'il enregistre pour la firme « His Master Voice » (La Voix de son Maître).
En août 1946, il apparaît à la réouverture des arènes de Vérone pour Aida , de Verdi, aux côtés de Maria Pedrini et Elena Nicolai. Deux mois plus tard, il se produit au Teatro San Carlo de Naples puis au Covent Garden de Londres où il chante Tosca de Puccini pour la première fois sur une scène étrangère.
En février 1947, il est un flamboyant Don José dans le Carmen de Bizet à Naples sous la direction de Vincenzo Bellezza, puis en avril 1947 au Théâtre Royal de Rome aux côtés de Denise Scharley (Carmen), puis enchaîne avec Manon Lescaut, Fedora de Umberto Giordano et encore Carmen mais cette fois à l'Opéra de Paris.
En Amérique du Sud, il interprète La fanciulla del West de Puccini et le Mefistofele de Boito.
À son retour, il tourne un premier film policier L'homme aux gants gris. Par la suite, il prêtera son concours à de nombreuses productions consacrées aux biographies de compositeurs italiens (Verdi, Mascagni) ainsi qu'aux débuts de Caruso. Il est le partenaire de Gina Lollobrigida dans la Belle des Belles.
Au cours de l'année 1948, il chante à la Scala de Milan André Chénier. Le compositeur Umberto Giordano, le conseille dans son interprétation du poète en annotant une partition de sa propre main que Mario conservera précieusement.
En 1949, lors du premier anniversaire de la mort de Giordano, il est choisi avec Maria Caniglia, Fedora Barbieri et Paolo Silveri pour une grandiose exécution de l'œuvre dirigée par Victor de Sabata. La même année, l'Opéra de Rome l'accueille à nouveau pour une série de Carmen avec la française Denise Scharley.
En juin 1950, il interprète son premier Otello au Colon de Buenos-Ayres avec Carlos Guichandut et Delia Rigal.
Il débute à San Francisco dans Aïda, participe à quatre saisons New-Yorkaises : Aïda, Norma Bellini (aux côtés de Maria Callas en 1956), Tosca (avec la Tebaldi) sont au programme.
En 1952, il signe avec la firme Decca un contrat qui le lie pour 20 ans. La saison 1953-1954, il interprète La Wally d'Alfredo Catalani avec à ses côtés Renata Tebaldi et Gian-Giacamo Guelfi et chante Otello à Milan avec Leonard Warren et Tebaldi puis à Paris sous la direction d'André Cluytens encadré par Géori Boué et René Bianco.
Il parraine le 29 octobre 1954, une autre grande soprano, Maria Callas pour sa représentation à New York de Norma ce qui lui fait dire : Ainsi, j'ai tenu sur les fonts baptismaux du Met aussi bien Callas que Tebaldi.
En avril 1957, il chante Otello sous la baguette d'Herbert von Karajan avec Léonie Rysanek en Desdémone et Anselmo Colzani en Iago à l'Opéra de Vienne.
En 1959, il reçoit la grande médaille de l'ordre académique de Lénine à la suite d'une série de représentations de Carmen de Bizet et Paillasse de Ruggero Leoncavallo au Théâtre Bolchoï de Moscou.
La ville de Paris lui offre la grande médaille d'argent pour son interprétation de Samson de Camille Saint-Saëns, aux côtés de Denise Scharley (Dalila), au Palais Garnier en mai 1960.
Fin 1963, partant pour Munich, il est victime d'un accident de voiture d'une telle gravité que tout le monde le croit perdu pour l'opéra. Pourtant, le 5 août 1964, huit mois après son accident, il rechante à Torre del Lago (dernière demeure de Puccini), la Tosca aux côtés d'Anna Cavalini et du Scarpia de Tito Gobbi.

### De 1963 à 1982: Retraite artistique
Au cours de sa tournée américaine, il chante Samson (Saint-Saëns) aux côtés de Rita Gorr. Puis l'essentiel de sa carrière alterne alors la Scala de Milan et le Metropolitan Opera de New- York.
Il concède quelques apparitions en Allemagne à partir de 1962 (La Walkyrie de Richard Wagner à Stuttgart en 1966). Il chante une dernière fois en 1973 pour le centenaire de la naissance de Caruso et se retire après avoir incarné 427 fois le rôle d'Otello.
Son fils, Giancarlo, né en 1945, mène une carrière de metteur en scène lyrique.
Mario Del Monaco s'est éteint en octobre 1982. Il sera, comme il l'avait souhaité, enterré dans son costume d'Otello. Son épouse est morte en 1991.

## Filmographie
- 1952 : Mélodies immortelles (Melodie immortali) de Giacomo Gentilomo
- 1954 : Les Enfants de la violence (Guai ai vinti) de Raffaello Matarazzo

## Source
- Revue Opéra Spécial n° 3 juillet 1965 consacré à Mario Del Monaco
- Richard Martet, Les grands chanteurs du XXe siècle, Paris, Buchet-Chastel, 2012, p. 108-113  (ISBN 978-2-283-02539-0)